# Коростень (футбольный клуб)
ФК «Коростень» (укр. ФК «Коростень») — украинский любительский футбольный клуб из города Коростень Житомирской области. Выступал во Второй лиге чемпионата Украины в сезоне 2007/08 и 2008/09. В последнем чемпионате команда снялась с соревнований после первого круга по финансовым причинам. С 2009 года вернулась в Чемпионат Житомирской области.

## История
Основан в 2001 году на базе ФК «Локомотив» (Коростень). Профессиональный статус с 2007 года. Дебютировал во Второй лиге 29 июля 2007 года в матче против тернопольской «Нивы».
ФК «Коростень» создан в 2001 году на базе команды Юго-Западной железной дороги. В 2004—2005 годах команда принимала участия в Кубке и чемпионате Украины среди любительских коллективов. Трижды подряд в 2003—2005 годах команда ставала серебряным призёром Чемпионата области. В 2006 и 2007 годах команда побеждала в Кубке Житомирской области. Так, в 2007 году в финале розыгрыша кубка Житомирской области «Коростень» переиграл также коростенскую команду ФК «Химмаш» в серии послематчевых пенальти.
Коростень вернулся в чемпионат области. В 2009 году занял 3-е место.

## Статистика
| Сезон   | Лига  | Поз | И  | В  | Н  | П | З  | П  | О  | Кубок Украины |
| ------- | ----- | --- | -- | -- | -- | - | -- | -- | -- | ------------- |
| 2007/08 | 2 «A» | 8   | 30 | 11 | 11 | 8 | 26 | 22 | 44 | -             |